# Bombina variegata
L'ululone dal ventre giallo (Bombina variegata Linnaeus, 1758) è un anfibio anuro appartenente alla famiglia Bombinatoridae.
Il suo nome deriva, oltre che dal colore del ventre, dal tipico canto che emette nel periodo riproduttivo, costituito da un "uuh... uuh... uuh...", ripetuto anche più di 40 volte al minuto.

## Descrizione

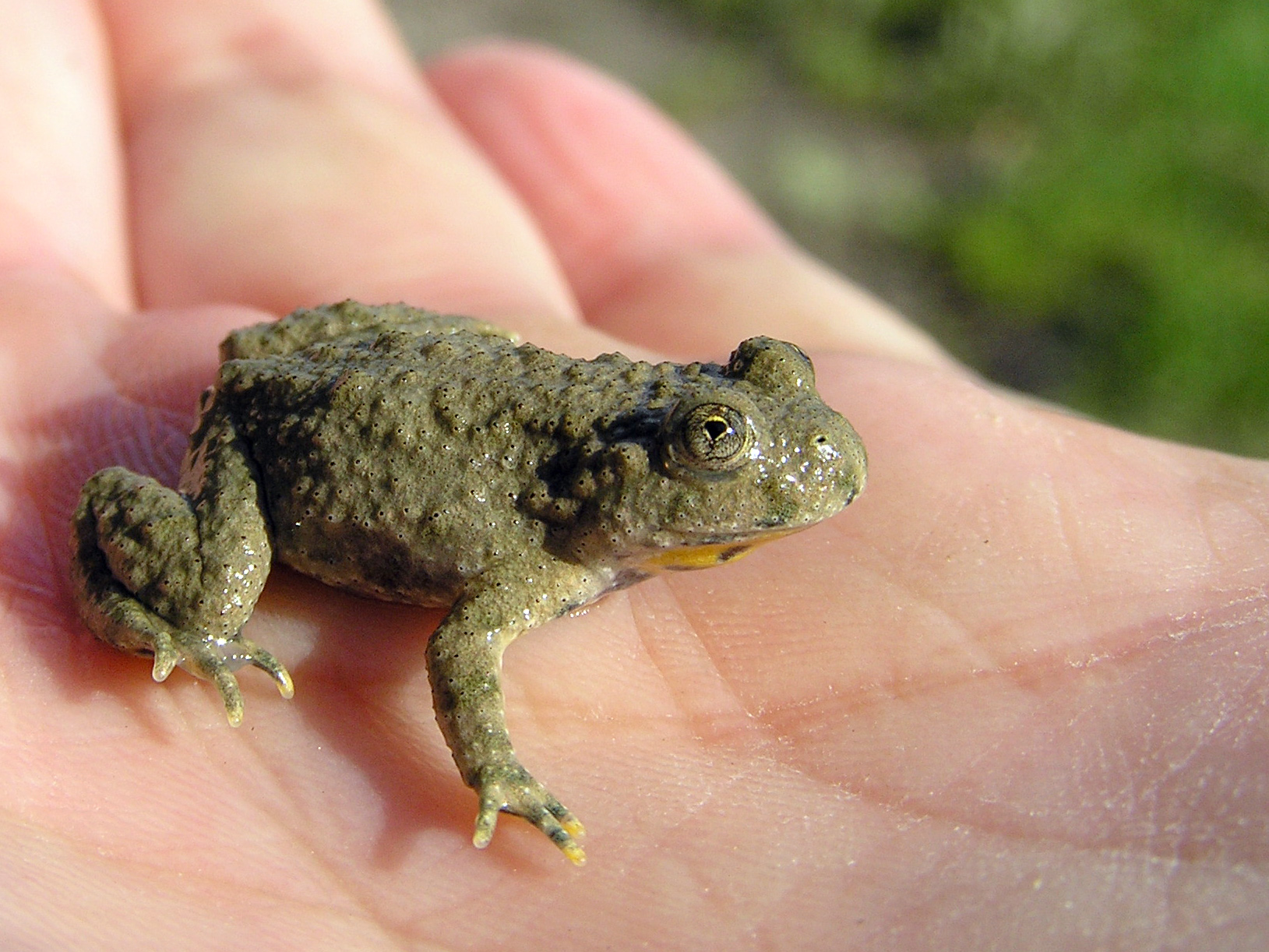
Esemplare di B. variegata

La sua lunghezza massima è di 5 cm e può raggiungere i 20 anni di vita.
Se viene disturbato si difende secernendo una sostanza biancastra volatile irritante per le mucose.
Una specie simile è l'ululone dal ventre rosso (Bombina bombina) che differisce per il colore ed è presente nell'Europa centro-orientale fino agli Urali e all'Asia minore.

## Distribuzione e habitat

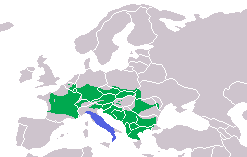
Gli areali di B. variegata (verde) e B. pachypus (blu)

L'ululone dal ventre giallo è diffuso in buona parte dell'Europa, Italia compresa.

## Tassonomia
Va segnalato che secondo alcuni autori Bombina pachypus (ululone appenninico), in seguito a studi genetici effettuati sul DNA mitocondriale, è considerato un sinonimo di B. variegata.